# تشنغ هوي (لاعب كرة قدم)
تشنغ هوي هو لاعب كرة قدم صيني في مركز الوسط، ولد في 2 أغسطس 1997 في الصين. لعب مع نادي ليدا.